# Tôkyô Magnitude 8
Pour la série d'animation sans lien avec le manga, voir Tôkyô Magnitude 8.0.
Tôkyô Magnitude 8 (彼女を守る51の方法, Kanojo wo Mamoru 51 no Hōhō) est un manga écrit et dessiné par Usamaru Furuya. Il a été prépublié dans le magazine Weekly Comic Bunch de l'éditeur Shinchosha et a été compilé en un total de cinq tomes. Le manga est édité en France en intégralité par Panini.

## Manga

### Liste des volumes
| no | Japonais         | Japonais          | Français        | Français      |
| no | Date de sortie   | ISBN              | Date de sortie  | ISBN          |
| -- | ---------------- | ----------------- | --------------- | ------------- |
| 1  | 8 septembre 2006 | 978-4-10-771289-9 | 11 février 2009 | 9782809406085 |
| 2  | 9 décembre 2006  | 978-4-10-771305-6 | 15 avril 2009   | 9782809407099 |
| 3  | 9 mars 2007      | 978-4-10-771321-6 | 17 juin 2009    | 9782809408034 |
| 4  | 8 juin 2007      | 978-4-10-771338-4 | 26 août 2009    | 9782809408973 |
| 5  | 8 septembre 2007 | 978-4-10-771354-4 | 25 août 2010    | 9782809414424 |